# TVersity
TVersity Media Server — программа, которая позволяет делать доступным содержимое персонального компьютера для UPnP устройств, например Xbox 360, PS3, и Wii. Также умеет конвертировать видео «на лету», в понятный для приставки формат — независимо от используемых приставкой кодеков.
Так же существует TVersity Screen Server, распространяемый как отдельный продукт. Его задача - трансляция экрана компьютера, на котором он запущен, по протоколу DLNA, который "понимают" все современные телевизоры со SmartTV. Для телевизора это выглядит как статический файл, но в реальности это "живая" картинка рабочего стола компьютера с отставанием порядка 5 секунд. Существует крайне мало аналогов данного вида ПО.